# Сабинас
Сабинас (на испански: Sabinas) е град в щата Коауила де Сарагоса, североизточно Мексико. Населението му е около 64 000 души (2015).
Разположен е на 331 метра надморска височина в подножието на Източна Сиера Мадре, на 93 километра югозападно от границата със Съединените щати и на 250 километра северозападно от Монтерей. Селището е основано през 1883 година като средище на говедовъден район, малко по-късно е свързано с железопътната мрежа и през следващите години се превръща във въгледобивен център.

## Известни личности
Родени в Сабинас
- Емилио Фернандес (1904 – 1986), режисьор